# Excelsior (warenhuis)
Excelsior is een Italiaans warenhuis met filialen in Milaan, Rome en Verona. De filialen maken onderdeel uit van de Gruppo Coin S.p.A.
Het eerste filiaal werd geopend op 8 oktober 2011 in Milaan, in de oude bioscoop Excelsior aan de Corso Vittorio Emanuelle. Het warenhuis met een oppervlakte van zo'n 4.000 m², verdeeld over zeven verdiepingen, is ontworpen door de architect Jean Nouvel. In 2014 maakte het warenhuis een omzet van € 45 miljoen. In juni 2016 werd bekend gemaakt dat het warenhuis in Milaan verkocht zou worden aan Guangzhou Canudilo voor een bedrag van € 21,3 miljoen. De andere filialen waren niet in deze deal betrokken. De nieuwe eigenaar wilde binnen een aantal jaren drie vestigingen van Excelsior Milano openen in China. Het warenhuis in Milaan werd gesloten in 2019.
Op 15 maart 2013 werd het filiaal in Verona geopend (3.700 m² over 5 verdiepingen) en in mei 2014 het filiaal in Rome (4.300 m² over 3 verdiepingen). Het warenhuis had plannen voor filialen in Venetië, Florence, Napels, Lecce, Genua en Bologna. Daarnaast waren er internationale expansieplannen.
In 2019 werd het Coin-warenhuis in Triëst omgebouwd tot een Coin Excelsior-warenhuis met een oppervlakte van 2.650 m².
In maart 2023 werd bekend dat Coin in 2024 opnieuw een Excelsior-warenhuis zou openen in Milaan in het winkelcentrum The Medelan. Het filiaal in Verona werd in 2023 gerenoveerd en heropend onder de naam Coin Excelsior. Het Coin-warenhuis in Como wordt omgebouwd tot een Coin Excelsior-warenhuis.
Anno 2025 heeft Coin Excelsior 5 filialen: twee in Milaan, Triëst, Rome en Verona. 